# CD 기후엘로
CC 기후엘로(스페인어: Club Deportivo Guijuelo)는 스페인 카스티야이레온주 살라망카도 기후엘로를 연고로 하는 축구단이다. 1974년에 창단되었으며, 2016년 10월 12일에 CA 시르보네로를 상대해 2:1로 승리하며 구단 역사상 최초로 코파 델 레이 32강에 진출했다.

## 선수 명단
참고: FIFA 자격 규정에 따라 소속된 국가대표팀 국기를 표시합니다. 선수는 복수의 FIFA 비회원국 국적을 가지고 있을 수 있습니다.
| 번호 | 포지션 | 국적            | 이름        |
| ---- | ------ | --------------- | ----------- |
| 1    | GK     | 도미니카 공화국 | 요한 구즈만 |

| 번호 | 포지션 | 국적 | 이름 |
| ---- | ------ | ---- | ---- |